# Hennagyij Volodimirovics Litovcsenko
Hennagyij Volodimirovics Litovcsenko (ukránul: Геннадій Володимирович Литовченко; Dnyiprodzerzsinszk, 1963. szeptember 11. –) ukrán labdarúgóedző, korábban szovjet válogatott labdarúgó.

## Pályafutása

### Klubcsapatban
Pályafutását a Dnyipro Dnyipropetrovszkban kezdte. 1983-ban csapatával megnyerték a szovjet bajnokságot. 1988 és 1990 között a Dinamo Kijiv játékosa volt. 1990-ben szovjet bajnoki címet és kupagyőzelmet szerzett. 1991-ben a görög Olimbiakósz igazolta le, ahol két szezont töltött. A későbbiekben játszott még több csapatban, melyek a következők voltak: FK Boriszpil (1993), Admira Wacker Mödling (1993–1995), AÉ Lemeszú (1995), Csornomorec Odesza (1995–1996).

### A válogatottban
1984 és 1990 között 57 alkalommal szerepelt a szovjet válogatottban és 14 gólt szerzett. Részt vett az 1986-os és az 1990-es világbajnokságon, illetve az 1988-as Európa-bajnokságon, ahol döntőt játszottak. 1993 és 1994 között 4 alkalommal lépett pályára az ukrán válogatottban.

## Sikerei, díjai

### Játékosként
Dnyipro Dnyipropetrovszk
- Szovjet bajnok (1): 1983

Dinamo Kijiv
- Szovjet bajnok (1): 1990
- Szovjet kupa (1): 1990

Olimbiakósz
- Görög kupa (1): 1991–92

Szovjetunió
- Európa-bajnoki döntős (1): 1988

Egyéni
- Az év ukrán labdarúgója (1): 1984
- Az év szovjet labdarúgója (1): 1984

## Külső hivatkozások
- Hennagyij Volodimirovics Litovcsenko – a FIFA adatbázisában
- Hennagyij Litovcsenko adatlapja a National-Football-Teams.com oldalon (angolul)

- Hennagyij Litovcsenko. eu-football.info